# Eric Raymond
Eric Steven Raymond (ur. 4 grudnia 1957 w Bostonie) – amerykański haker i libertarianin oraz krytyk fantastyki, a zarazem jedna z czołowych postaci ruchu open source. Większą część życia spędził w Pensylwanii. Znany jest pod swymi inicjałami ESR.

## Działalność
Jest autorem znanych esejów (zwłaszcza „The Cathedral and the Bazaar”) oraz opiekunem słownika żargonu hakerskiego (Jargon file), wydanego w postaci drukowanej jako The New Hacker Dictionary. Wiele jego listów można znaleźć na grupie dyskusyjnej rec.humor.funny. Jest twórcą translatora języka INTERCAL do C (C-INTERCAL). Napisał niektóre z trybów pracy edytora EMACS, pracował też nad narzędziem konfiguracyjnym jądra Linux.

## Prawo Linusa
Jest autorem powiedzenia: „Wystarczająca liczba przyglądających się oczu sprawia, że wszystkie błędy stają się banalne” (ang. „Given enough eyeballs, all bugs are shallow”). Twierdzi, że inspiracją dla tego stwierdzenia był Linus Torvalds i nazywa je Prawem Linusa.
Oficjalnym źródłem tego cytatu jest najsłynniejszy esej Raymonda – „Katedra i bazar”, opublikowany w Internecie oraz w książce The Cathedral and the Bazaar: Musings on Linux and Open Source by an Accidental Revolutionary wydanej przez O’Reilly & Associates w 1999 roku.

## Wybrana twórczość
- Katedra i bazar[1]
- UNIX. Sztuka programowania (Helion 2004, ISBN 83-7361-419-2)
- The Unix Koans of Master Foo
- How To Ask Questions The Smart Way[2]
- Jak Zostać Hakerem[3]
- Loginataka[4]
- Krótka historia hackerstwa[5]
- Zagospodarowywanie noosfery[6]
- Magiczny kocioł[7]
- Zemsta hakerów[8]